# Gary Robertson
Gary David Robertson (Oamaru, 12 de abril de 1950) es un deportista neozelandés que compitió en remo.
Participó en los Juegos Olímpicos de Múnich 1972, obteniendo una medalla de oro en la prueba de ocho con timonel. Ganó una medalla de bronce en el Campeonato Mundial de Remo de 1970 y una medalla de oro en el Campeonato Europeo de Remo de 1971.

## Palmarés internacional
| Juegos Olímpicos   | Juegos Olímpicos        | Juegos Olímpicos  | Juegos Olímpicos |
| Año                | Lugar                   | Medalla           | Prueba           |
| ------------------ | ----------------------- | ----------------- | ---------------- |
| 1972               | Múnich (RFA)            | Medalla de oro    | Ocho con timonel |
| Campeonato Mundial |                         |                   |                  |
| Año                | Lugar                   | Medalla           | Prueba           |
| 1970               | St. Catharines (Canadá) | Medalla de bronce | Ocho con timonel |
| Campeonato Europeo |                         |                   |                  |
| Año                | Lugar                   | Medalla           | Prueba           |
| 1971               | Copenhague (Dinamarca)  | Medalla de oro    | Ocho con timonel |

1. ↑  En algunas ediciones del Campeonato Europeo se permitió la participación de remeros de otros continentes.